# Greifenberg
Greifenberg er en kommune i Landkreis Landsberg am Lech, Regierungsbezirk Oberbayern i den tyske delstat Bayern. den er en del af Verwaltungsgemeinschaft Schondorf am Ammersee.

## Geografi
Greifenberg am Ammersee ligger ca. 17 km øst for Landsberg am Lech og 40 km vest for München, i nærheden af den nordvestligenende af Ammersee.
Byen passeres af Bundesautobahn 96 Lindau – München og jernbanelinjen Augsburg – Geltendorf – Weilheim

### Inddeling
I kommunen er der disse landsbyer og bebyggelser:
- Beuern (siden 1978)
- Greifenberg med Valloch og Theresienbad
- Neugreifenberg
- Painhofen